# Kosov
Kosov es una localidad situada en el distrito de Šumperk, en la región de Olomouc, República Checa. Tiene una población estimada, a principios del año 2022, de 315 habitantes.
Está ubicada en el centro-norte de la región, sobre la zona oriental de los montes Sudetes y cerca de la frontera con Polonia y con la región de Pardubice.